# Adalbert Nejedlý
Adalbert Nejedlý, född den 17 april 1776, död den 7 december 1844, var en tjeckisk författare, känd som fabeldiktare. Han var äldre bror till Jan Nejedlý.